# William Kamm
Pour les articles homonymes, voir Kamm.
William Kamm, aussi connu sous le pseudonyme Little Pebble ou sous le nom de William Costellia, né à Cologne, Allemagne, en 1950, est un gourou et mystique allemand.
Il est le fondateur et dirigeant du groupe religieux australien ordre de Saint Charbel, considéré comme une secte.
Il est condamné à 10 ans de prison ferme en 2007 pour agression sexuelle et attentat à la pudeur sur mineur.

## Biographie
William Kamm est né à Cologne, Allemagne, en 1950.

## L'ordre de Saint Charbel
À la fin des années 1980, il fonde l'ordre de Saint Charbel, considéré comme une secte, d'après le nom du saint maronite Charbel Makhlouf, à Cambewarra, près Nowra en Australie.
La communauté s'enferme dans une enceinte clôturée de 100 ha.
Il prévoit alors de prendre 12 reines et 72 princesses qui concevraient tous ses enfants. Ses adeptes se réunissent le 13 de chaque mois quand Kamm affirme recevoir des messages de la Vierge Marie.
Tout en se réclamant de l’Église maronite syriaque, il se dit aussi de rite latin et estime que le célibat des prêtres ne s'applique pas à lui. Aucune des deux églises ne l'a jamais reconnu.
En 1996, il réussit à obtenir un aide de l'état australien de 332 000 $ pour gérer son école privée, St-Joseph, au sein de sa communauté. Il obtient aussi d'autres subventions pour de supposés travaux.
En 2002, Kamm refuse de suivre un ordre du Vatican lui intimant de dissoudre la communauté, affirmant qu'il « opère sous l'autorité de Dieu ».
À la mort de Jean-Paul I, il déclare que ce dernier avait fait de lui son successeur. Il prédit aussi qu'un tsunami dévasterait la côte est de l'Australie pendant les Jeux olympiques de Sydney en 2000 et que seul son ordre survivra à l'apocalypse,.
Il reconnaît la légitimité des papes jusqu'à Jean-Paul II et proclame qu'il sera élu successeur de celui-ci sous le nom de « Pierre II ». Après l'élection de Benoît XVI, il déclare que le « Ciel a changé ses plans » et qu'il sera le successeur de Benoît XVI.
En 2022, la secte est toujours active, dirigée par Malcolm Broussard, un prêtre américain qui se dit évêque, et se reconnait désormais dans lignée de Pierre-Martin Ngo Dinh Thuc. Broussard affirme avoir plusieurs autres communautés dans le monde, dont une en France dirigée par un "évêque" qu'il aurait ordonné en 2007.

## Condamnation pour agression sexuelle sur mineur
En juillet 1994, Kamm emmène une jeune fille de 14 ans dans un motel à Figtree, près de Wollongong, et tente de l'inciter à avoir des relations sexuelles avec lui. Elle refuse, mais un mois plus tard, il recommence et arrive à ses fins. Les viols se porsuivront pendant au moins un an, y compris au domicile de sa victime.
La jeune fille finit par porter plainte en 2002, avec une victime, et, en 2004, le procès de Kamm commence enfin pour des agressions sexuelles sur les deux mineures,.
En octobre 2005, Kamm a été jugé coupable et condamné à 5 ans de prison ferme pour agression sexuelle sur une jeune fille de 15 ans.
Kamm prétendait qu'elle était l'une de ses 84 épouses mystiques. En effet, la Vierge Marie se serait adressée à lui, le conseillant de sélectionner pour épouses 12 reines et 72 princesses, qui lui permettraient de redévelopper la race humaine après sa destruction par une boule de feu. Il serait le père de près de 20 enfants nés au sein de sa secte.
Kamm a toujours clamé son droit à la polygamie, prétendant que Marie a fait de lui un "nouvel Abraham". Les lettres que Kamm adressait à la jeune fille ont été rendues publiques durant le procès, et leur contenu explicitement sexuel a pu servir de preuve à sa charge.
En mai 2007, Kamm a de nouveau été jugé coupable d'agression sexuelle et d'attentat à la pudeur sur une autre jeune fille de 15 ans. En août 2007, en appel, Kamm a été condamné à la peine maximale, 10 ans de prison ferme supplémentaires.
Il est libéré en 2014, en conditionnelle et sous bracelet électronique et s'installe à Sydney. En avril 2021, il est autorisé à retourner dans sa communauté, ce qu'il fait immédiatement, soulevant des manifestations et protestations de la part des habitants de la région.

## Retour dans la secte
De retour dans l'enceinte de l'Ordre, Kamm dirige désormais le site internet de la secte.
En décembre 2021, Kamm, toujours sous contrôle judiciaire, est arrêté pour avoir contacté des mineures sur les réseaux sociaux, avant d'être remis en liberté.
En pleine pandémie, il publie des recettes absurdes pour lutter contre la maladie pseudo-grippale affirmant que la Vierge Marie lui a confié ces traitements en 1986.
Depuis son procès, il se fait désormais appeler William Costellia.